# Candida chrysomelidarum
Candida chrysomelidarum är en svampart som beskrevs av Nguyen, S.O. Suh, Erbil & M. Blackw. 2006. Candida chrysomelidarum ingår i släktet Candida, ordningen Saccharomycetales, klassen Saccharomycetes, divisionen sporsäcksvampar och riket svampar.   Inga underarter finns listade i Catalogue of Life.